# Orleans (Nebraska)
Orleans – wieś w Stanach Zjednoczonych, w stanie Nebraska, w hrabstwie Harlan.